# Bas allemand oriental

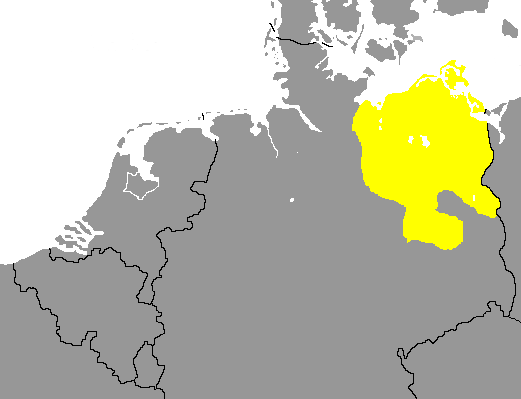
Répartition géographique du bas-allemand oriental après 1950, après le transfert des allemands de Pologne et de la province de Prusse-Orientale.

Le bas allemand oriental (en allemand : Ostniederdeutsch) est un sous-groupe de dialectes germano-néerlandaises faisant partie du groupe bas allemand. Parlé dans le Mecklembourg-Poméranie-Occidentale, dans le nord du Brandebourg, ainsi que dans l'Altmark de Saxe-Anhalt, ce sous-groupe est en forte régression à la suite des changements politiques et des expulsions de populations à l'est de l'Oder intervenus après la Seconde Guerre mondiale. Il est encore pratiqué dans quelques villages de la région de Ruppin.

## Quelques différences dialectales
,,
| haut allemand | bas allemand occidental | bas allemand oriental | bas francique | néerlandais  | anglais   |
| ------------- | ----------------------- | --------------------- | ------------- | ------------ | --------- |
| wir machen    | wi māk(e)t              | wi māke(n)            | mer make      | we maken     | we make   |
| ihr macht     | ji/gi māk(e)t           | ji/gi māke(n)         | er maat       | jullie maken | you make  |
| sie machen    | si/se māk(e)t           | si/se māke(n)         | se make       | ze maken     | they make |

## Dialectes
Le bas-allemand oriental regroupe les dialectes suivants :
- Mecklembourgeois-poméranien (parlé dans les régions de Mecklembourg et de Poméranie occidentale) ;
- Brandebourgeois (en) ou Märkisch (parlé dans le Brandebourg et en Saxe-Anhalt, ainsi que dans le sud de la Poméranie occidentale et les zones adjacentes de la Poméranie ultérieure (moyen-poméranien)) ;
- Poméranien oriental (parlé en Poméranie ultérieure)
- Bas-prussien (pratiquement disparu, en Prusse-Orientale et en Prusse-Occidentale (Pomérelie), aujourd'hui dans le nord-est de la Pologne, dans l'enclave russe de Kaliningrad et la Lituanie, également parlé par les Mennonites de Russie qui parlent le Plautdietsch et qui se sont dispersés à travers le monde et, notamment, au Canada, au Mexique, au Paraguay et en Allemagne).